# ألين إفانجيليستا
ألين إفانجيليستا (بالإنجليزية: Allen Evangelista)‏ مواليد 5 يناير 1982، هو ممثل أمريكي بدأ مسيرته الفنية سنة 2002.

## الأعمال
- إيلياس
- سجلات ساره كونر
- الحياة السرية لمراهقة أمريكية
- شبح هامس
- بروكلين ناين-ناين
- مشروع سجل الأيام

## روابط خارجية
- ألين إفانجيليستا على موقع IMDb (الإنجليزية)
- ألين إفانجيليستا على موقع ألو سيني (الفرنسية)
- ألين إفانجيليستا على موقع أول موفي (الإنجليزية)
- ألين إفانجيليستا على موقع قاعدة بيانات الأفلام السويدية (السويدية)
- ألين إفانجيليستا على موقع قاعدة بيانات الفيلم (الإنجليزية)
- ألين إفانجيليستا على موقع كينوبويسك (الروسية)